# Сохачев
Сохачев (пољ. Sochaczew) град је у Пољској у Војводству мазовском. По подацима из 2012. године број становника у месту је био 37 729.

## Становништво
| 2012.  |
| ------ |
| 37 729 |